# Christian Karembeu
Christian Lali Karembeu, född 3 december 1970 i Lifou, Nya Kaledonien, är en fransk före detta fotbollsspelare. Under sin karriär vann han både VM och EM, och dessutom Champions League två gånger.

## Karriär

### Klubblag
Christian Karembeu, som föddes på ögruppen Nya Kaledonien flyttade som 17-åring till Frankrike och FC Nantes då han fick ett stipendium, för att kunna fortsätta sina studier. Han flyttades upp till Nantes A-lag 1990 och kom även att spela för Sampdoria, Real Madrid, Middlesbrough, Olympiakos, Servette och Bastia. I Real Madrid vann han Champions League 1998 och 2000, där han fick starta i finalen 1998, medan han satt på bänken 2000.
Karembeu avslutade sin karriär 2006, men har spelat i diverse vänskapsmatcher sedan dess, bland annat i en veteranmatch mellan Real Madrid och Barcelona 2012, samt en vänskapsturnering med Kettering Town då även Gianfranco Zola, Les Ferdinand och Gus Poyet medverkade.

### Landslag
I Frankrikes landslag var Karembeu en viktig spelare när landet vann sitt första Världsmästerskap (1998). Han var även med i truppen när Frankrike vann EM två år senare, dock spelade han bara en match i turneringen. Totalt gjorde Karembeu 52 landskamper och ett mål.

## Efter karriären
Sedan Christian Karembeu slutade med fotbollen har han bland annat agerat scout åt Portsmouth och Arsenal. I juni 2013 anställdes han av sin gamla klubb Olympiakos i en administrativ roll, tillsammans med den förra spelaren Pierre Issa.

## Meriter
Nantes
- Ligue 1: 1995

Real Madrid
- Champions League: 1998, 2000
- Interkontinentala cupen: 1998

Olympiakos
- Grekiska Superligan: 2002, 2003

Frankrike
- VM: 1998
- EM: 2000
- Confederations Cup: 2001